# 조남관
조남관(趙南寬, 1965년 3월 14일~)은 대한민국의 법조인이다. 본관은 풍양(豐壤)이다.

## 경력
- 1992년: 제34회 사법시험 합격
- 1995년: 제24기 사법연수원 수료
- 2009년 1월: 광주지방검찰청 마약조직범죄수사부장
- 2009년 8월: 법무부 인권조사과장
- 2010년 7월: 법무부 인권구조과장
- 2011년 8월: 서울동부지방검찰청 형사5부장검사
- 2012년 7월: 부산지방검찰청 형사4부장검사
- 2013년 4월: 수원지방검찰청 안양지청 부장검사
- 2014년 1월: 서울서부지방검찰청 형사1부장검사
- 2015년 2월: 광주지방검찰청 순천지청 차장검사
- 2016년 1월: 서울고등검찰청 검사
- 2017년 6월: 국가정보원 감찰실장
- 2018년 6월: 대검찰청 과학수사부장
- 2019년 7월~2020년 1월: 제19대 서울동부지방검찰청 검사장
- 2020년 1월~2020년 8월: 법무부 검찰국장
- 2020년 8월~2021년 6월: 대검찰청 차장검사
- 2020년 11월: 대검찰청 검찰총장 권한대행
- 2020년 12월: 대검찰청 검찰총장 권한대행
- 2021년 3월~2021년 5월: 대검찰청 검찰총장 권한대행
- 2021년 6월~2022년 4월: 제47대 법무연수원 원장
- 2022년 5월~: 조남관법률사무소 변호사
- 2023년 4월~: 제주항공 사외이사